# Basket of Light
Basket of Light è il terzo album dei The Pentangle, pubblicato dalla Transatlantic Records nell'ottobre del 1969. Il disco fu registrato all'IBC Studios di Londra, Inghilterra.

## Tracce
Lato A
1. Light Flight – 3:17 (Bert Jansch, Danny Thompson, Jacqui McShee, John Renbourn, Terry Cox)
2. Once I Had a Sweetheart – 4:41 (Brano tradizionale, arrangiamenti di Bert Jansch, Danny Thompson, Jacqui McShee, John Renbourn, Terry Cox)
3. Springtime Promises – 4:07 (Bert Jansch, Danny Thompson, Jacqui McShee, John Renbourn, Terry Cox)
4. Lyke-Wake Dirge – 3:34 (Brano tradizionale, arrangiamenti di Bert Jansch, Danny Thompson, Jacqui McShee, John Renbourn, Terry Cox)
5. Train Song – 4:45 (Bert Jansch, Danny Thompson, Jacqui McShee, John Renbourn, Terry Cox)

Lato B
1. Hunting Song – 6:44 (Bert Jansch, Danny Thompson, Jacqui McShee, John Renbourn, Terry Cox)
2. Sally Go Round the Roses – 3:38 (Lona Stevens, Zelma Sanders)
3. The Cuckoo – 4:28 (Brano tradizionale, arrangiamenti di Bert Jansch, Danny Thompson, Jacqui McShee, John Renbourn, Terry Cox)
4. House Carpenter – 5:28 (Brano tradizionale, arrangiamenti di Bert Jansch, Danny Thompson, Jacqui McShee, John Renbourn, Terry Cox)

Edizione CD del 2001, pubblicato dalla Castle Music Records CAS 72358-2
1. Light Flight – 3:17 (T. Cox, B. Jansch, J. McShee, J. Renbourn, D. Thompson)
2. Once I Had a Sweetheart – 4:41 (Brano tradizionale, arrangiamento di T. Cox, B. Jansch, J. McShee, J. Renbourn, D. Thompson)
3. Springtime Promises – 4:07 (T. Cox, B. Jansch, J. McShee, J. Renbourn, D. Thompson)
4. Lyke Wake Dirge – 3:34 (Brano tradizionale, arrangiamento di T. Cox, B. Jansch, J. McShee, J. Renbourn, D. Thompson)
5. Train Song – 4:45 (T. Cox, B. Jansch, J. McShee, J. Renbourn, D. Thompson)
6. Hunting Song – 6:44 (T. Cox, B. Jansch, J. McShee, J. Renbourn, D. Thompson)
7. Sally Go Round the Roses – 3:38 (Lona Stevens, Zelma Sanders)
8. The Cuckoo – 4:28 (Brano tradizionale, arrangiamento di T. Cox, B. Jansch, J. McShee, J. Renbourn, D. Thompson)
9. House Carpenter – 5:28 (Brano tradizionale, arrangiamento di T. Cox, B. Jansch, J. McShee, J. Renbourn, D. Thompson)
10. Sally Go Round the Roses – 3:41 (Lona Stevens, Zelma Sanders)
11. Sally Go Round the Roses – 3:42 (Lona Stevens, Zelma Sanders)
12. Cold Mountain – 2:03 (Bert Jansch)
13. I Saw an Angel – 2:52 (T. Cox, B. Jansch, J. McShee, J. Renbourn, D. Thompson)

## Musicisti
Brano A1
- Bert Jansch - chitarra
- John Renbourn - chitarra
- Jacqui McShee - voce
- Danny Thompson - contrabbasso
- Terry Cox - batteria

Brano A2
- Bert Jansch - chitarra
- John Renbourn - chitarra, sitar
- Jacqui McShee - voce
- Danny Thompson - contrabbasso
- Terry Cox - batteria, glockenspiel

Brano A3
- Bert Jansch - chitarra, voce
- John Renbourn - chitarra
- Jacqui McShee - voce
- Danny Thompson - contrabbasso
- Terry Cox - batteria

Brano A4
- Bert Jansch - chitarra
- John Renbourn - chitarra, voce
- Jacqui McShee - voce
- Danny Thompson - contrabbasso
- Terry Cox - percussioni (hand drum), voce

Brano A5
- Bert Jansch - chitarra, voce
- John renbourn - chitarra
- Jacqui McShee - voce
- Danny Thompson - contrabbasso
- Terry Cox - batteria

Brano B1
- Bert Jansch - chitarra, voce
- John Renbourn - chitarra, voce
- Jacqui McShee - voce
- Danny Thompson - contrabbasso
- Terry Cox - batteria, glockenspiel, voce

Brano B2
- Bert Jansch - chitarra
- John Renbourn - chitarra, voce
- Jacqui McShee - voce
- Danny Thompson - contrabbasso
- Terry Cox - batteria

Brano B3
- Bert Jansch - chitarra
- John Renbourn - chitarra
- Jacqui McShee - voce
- Danny Thompson - contrabbasso
- Terry Cox - percussioni (hand drum), glockenspiel

Brano B4
- Bert Jansch - banjo, voce
- John Renbourn - sitar
- Jacqui McShee - voce
- Danny Thompson - contrabbasso
- Terry Cox - percussioni (hand drum, hihat)